# Oreodera quinquetuberculata
Oreodera quinquetuberculata es una especie de escarabajo longicornio del género Oreodera, tribu Acrocinini, subfamilia Lamiinae. Fue descrita científicamente por Drapiez en 1820.
El período de vuelo ocurre en los meses de enero, marzo, abril, mayo, junio, julio, septiembre, octubre, noviembre y diciembre.

## Descripción
Mide 10-15 milímetros de longitud.

## Distribución
Se distribuye por Argentina, Bolivia, Brasil y Paraguay.